# Alabama 3
Alabama 3 es un grupo británico de acid house, blues, country y góspel fundado en Brixton, Londres, en 1989. En Estados Unidos son más conocidos como A3 para evitar un conflicto legal con la banda de música country Alabama. El grupo consiguió fama internacional cuando los productores de la serie de televisión Los Soprano eligieron su canción "Woke Up This Morning" para los créditos de inicio de la serie.

## Integrantes
- Jake Black (The Very Reverend Dr. D. Wayne Love), voz.
- Rob Spragg (Larry Love), voz.
- Piers Marsh (The Mountain of Love), armónica.
- Simon Edwards (Sir Eddie Real), percusión.
- Orlando Harrison (The Spirit), teclados.
- Mark Sams (Rock Freebase), guitarra.
- Jonny Delafons (L. B. Dope), batería.

## Discografía
- Exile On Coldharbour Lane (1997)
- La Peste (2000)
- Power In The Blood (2002)
- The Last Train To Mashville vol. 1 (2003)
- The Last Train To Mashville vol. 2 (2003)
- Outlaw (2005)
- Outlaw (Remixes by Minsters at Work) (2006)
- M.O.R. (2007)
- M.O.R. Drive Time (Remixes) (2007)
- Hits And Exit Wounds (2008)
- The 12 Step Plan (2009)
- Revolver Soul (2010)
- Shoplifting 4 Jesus (2011)
- There Will Be Peace In The Valley... When We Get The Keys To The Mansion On The Hill (2011)